# Erika Svernström
Erika Svernström, född 1967, är en svensk författare. Hon är född på Gotland, men uppväxt i Halmstad och därefter bosatt i Älta med sin man Bo Svernström och deras tre barn. Förutom författarskapet arbetade hon som journalist i 25 år innan hon bytte yrke till lärare.
Erika Svernström har skrivit fem barnböcker publicerade av Idus förlag: Surtanten Birgitta och Lennart von Spetsnäsa (2015), Surtanten Birgitta och mc-knuttsjakten (2016), Det övergivna barnhemmet (2016), Det sjunde rummet (2017) och Surtanten Birgitta och rymdraketskuppen (2018). Surtanten Birgitta-serien är illustrerad av Sara N. Bergman och Det övergivna barnhemmet är illustrerad av Mira Svernström (Svernströms dotter). Hon har dessutom skrivit kriminalromanen Besatt (2024, utgiven av Bokfabriken). Besatt är del ett i serien Brottsplats Älta med minst en bok till på väg.

### Barn- och ungdomsböcker
- 2015 - Surtanten Birgitta och Lennart von Spetsnäsa
- 2016 - Surtanten Birgitta och mc-knuttsjakten
- 2016 - Det övergivna barnhemmet
- 2017 - Det sjunde rummet
- 2018 - Surtanten Birgitta och rymdraketskuppen

### Brottsplats Älta-serien
- 2024 - Besatt